# Governo britannico in Birmania
Il governo britannico in Birmania perdurò dal 1824 al 1948, dalle guerre anglo-birmane sino alla creazione della Birmania come provincia dell'India britannica e fino poi alla fondazione della colonia indipendente e poi all'indipendenza definitiva. La regione sotto il controllo britannico era nota come Birmania inglese o Birmania britannica (in inglese: British Burma). Varie porzioni del territorio burmese, inclusa Arakan (stato di Rakhine), Tenasserim vennero annesse dagli inglesi dopo la loro vittoria nella prima guerra anglo-birmana; il Basso Myanmar venne annesso nel 1852 dopo la seconda guerra anglo-birmana. I territori annessi vennero designati come provincia minore del British Burma dal 1862.
Dopo la terza guerra anglo-birmana nel 1885, l'Alta Birmania venne annessa e l'anno successivo la provincia della Birmania nell'India britannica, divenendo una delle province maggiore nel 1897. Questo status delle cose perdurò sino al 1937, quando la Birmania iniziò ad essere amministrato separatamente tramite il Burma Office alle dipendenze del Segretario di Stato per l'India e la Birmania. Il governo inglese venne archiviato dall'occupazione giapponese di gran parte del territorio durante la seconda guerra mondiale. La Birmania ottenne l'indipendenza dal governo inglese il 4 gennaio 1948.
La Birmania è sovente chiamata anche "colonia scozzese" per il ruolo importante avuto dagli scozzesi nella colonizzazione e gestione del paese, uno dei quali fu Sir James Scott, e la Irrawaddy Flotilla Company.

## La Birmania prima della conquista inglese
Per la sua posizione geografica, le rotte commerciali tra Cina e India passavano attraverso la Birmania, mantenendolo una regione ricca ed autosufficiente, pur con una base economica prevalentemente agricola. I mercanti indiani viaggiavano lungo le coste e le rive dei fiumi (in particolare del fiume Irrawaddy) dove vivevano gran parte dei burmesi, portando influenze della cultura indiana nel paese che ancora oggi si possono notare. La Birmania fu inoltre uno dei primi paesi dell'Asia sudorientale ad adottare il buddismo come religione predominante.
Prima della conquista e colonizzazione britannica, la dinastia Konbaung praticava una forma di governo centralizzata. Il re era il capo esecutivo con l'ultima parola in tutti i campi, ma non poteva creare nuove leggi e poteva solo emettere editti amministrativi. Il paese aveva due codici legislativi, il Rajathat ed il Dammathat; l'Hluttaw, il centro di governo, era diviso in tre poteri: fiscale, esecutivo e giudiziario. In teoria il re deteneva tutti questi poteri ma in pratica non era così. Il paese era diviso in province governate da governatori nominati dall'Hluttaw mentre i villaggi erano governati da capi per via ereditaria, previa approvazione del re.

## L'arrivo degli inglesi nella Birmania

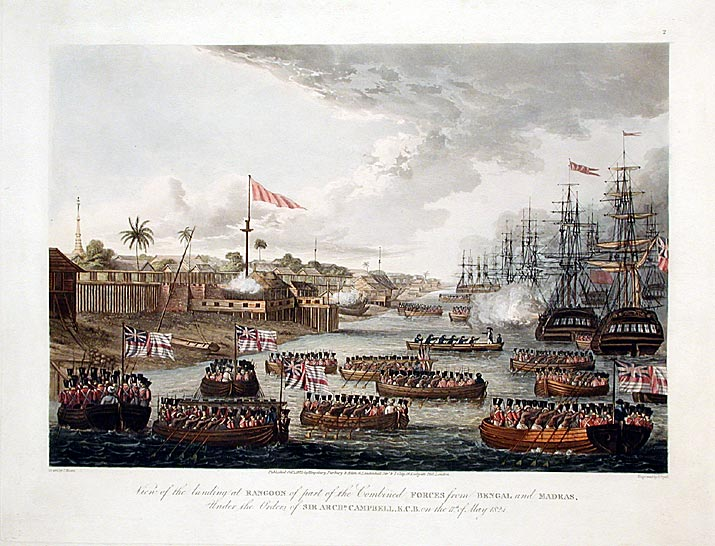
Le forze navali britanniche entrano nel porto di Rangoon nel maggio del 1824

I conflitti tra gli inglesi ed la Birmania iniziarono quando la dinastia Konbaung decise di espandersi nell'Arakan nello stato di Assam, al confine con il Chittagong indiano governato degli inglesi. Dopo la sconfitta inflitta dalla Birmania al regno di Arakan nel 1784–1785, nel 1823, le forze burmesi attraversarono nuovamente la frontiera. Questo fece scoppiare la prima guerra anglo-birmana (1824–26). Gli inglesi spiegarono notevoli forze navali a Rangoon senza combattere nel 1824. A Danuphyu, a sud di Ava, il generale burmese Maha Bandula venne ucciso e le sue armate disperse. Il Myanmar venne costretto a cedere Assam ed altre province settentrionali. Nel 1826 col trattato di Yandabo formalmente ebbe fine la prima guerra anglo-birmana, la più lunga e la più costosa delle guerre nella storia dell'India britannica. 15.000 tra soldati europei ed indiani morirono negli scontri, assieme ad un numero sconosciuto di civili. La campagna militare costo all'Inghilterra dai 5 ai 13 milioni di sterline somma che portò a severe conseguenze nell'economia dell'India britannica.
Nel 1852, la seconda guerra anglo-birmana venne provocata questa volta dagli inglesi i quali erano intenzionati a conquistare le foreste di tek della Bassa Birmania ed i porti tra Calcutta e Singapore. Dopo 25 anni di pace, inglesi e burmesi si combatterono sino alla definitiva occupazione inglese della Bassa Birmania. Gli inglesi risultarono vittoriosi negli scontri ed ottennero quindi accesso a facili rifornimenti di tek, olio e rubini dal Myanmar del nord.
Re Mindon tentò di ripristinare il proprio stato a fronte dell'imperialismo inglese. Mise in atto una serie di riforme amministrative e rese lo Stato della Birmania più ricettivo nei confronti degli interessi stranieri. Ma gli inglesi iniziarono la terza guerra anglo-birmana che durò meno di due settimane nel novembre del 1885. Il governo inglese giustificò la propria azione adducendo il fatto che l'ultimo re indipendente del Myanmar, Thibaw Min, fosse un tiranno e stesse cospirando per far ottenere alla Francia ulteriore influenza sul paese. Le truppe inglesi entrarono a Mandalay il 28 novembre 1885. Al termine di questo scontro, l'ennesimo, gli inglesi occuparono infine tutta l'area dell'attuale Myanmar, istituendola provincia dell'India britannica dal 1 gennaio 1886.
Gli inglesi decisero di annettere tutto l'Alta Birmania come colonia e di rendere l'intero paese una provincia dell'India britannica. La nuova colonia dell'Alta Birmania venne annessa alla provincia della Birmania dal 26 febbraio 1886.

## Il primo governo inglese

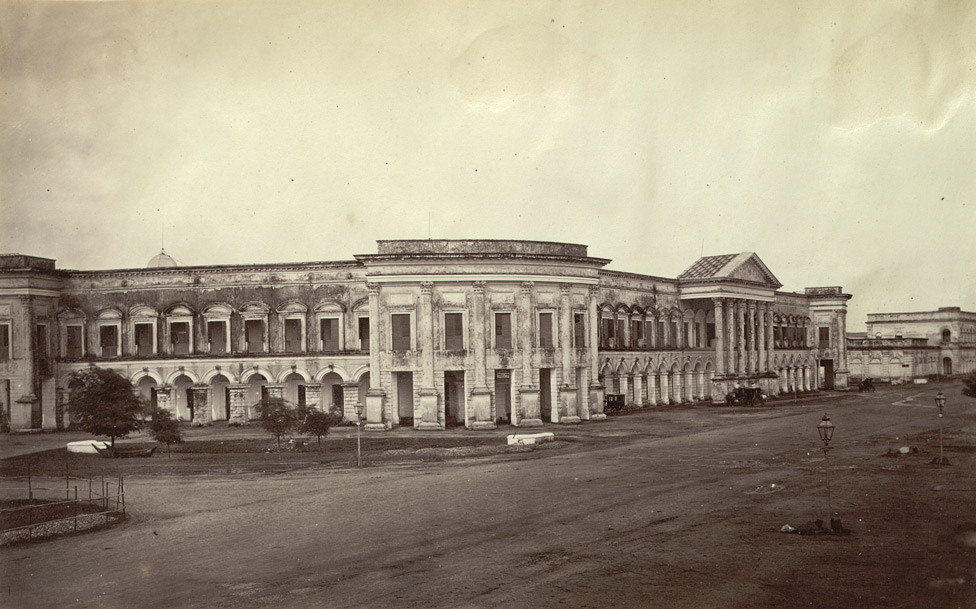
District Courts e pubblici uffici su Strand Road, Rangoon, 1868. Fotografo: J. Jackson.

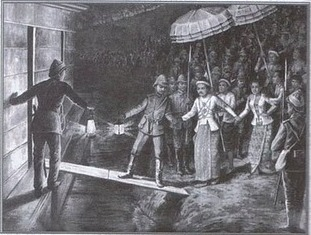
Disegno raffigurante degli ufficiali inglesiche caricano re Thibaw a bordo di una vaporiera che lo porterà in esilio in India. Non rivedrà mai più la Birmania.

La resistenza armata burmese perdurò sporadicamente per diversi anni ed i comandanti inglesi dovettero continuare ad utilizzare l'Alta Corte di Giustizia per mantenere il controllo dell'area. Sebbene la guerra fosse terminata nel giro di un paio di settimane, la resistenza continuò nella Birmania del nord sino al 1890 con gli inglesi che alla fine si risolsero a distruggere sistematicamente i villaggi ed a nominare nuovi ufficiali locali per fermare le attività di guerriglia.
La società tradizionale burmese venne drasticamente alterata dalla mancanza di un monarca proprio e dalla separazione tra religione e stato. I matrimoni tra europei e burmesi diedero vita ad una comunità eurasiatica nota come anglo-birmana che dominerà la società coloniale, superando in numero i burmesi puri, ma qualificandosi al secondo posto dopo gli inglesi.
Dopo che la Gran Bretagna ebbe conquistato l'intera Birmania, lo stato continuò ad inviare dei tributi alla Cina per evitare di offenderla, secondo il costume cinese. Nel 1886 infine venne stabilito che la Cina avrebbe riconosciuto la sovranità inglese sull'alta Birmania mentre la Gran Bretagna avrebbe continuato a pagare un tributo ogni dieci anni alla corte di Beijing.

### Amministrazione
La nuova provincia controllata dagli inglesi per governo diretto, apportò notevoli cambiamenti sulla struttura di governo precedente. La monarchia venne abolita, re Thibaw venne inviato in esilio ed avvenne una netta separazione tra stato e chiesa. Quest'ultima riforma fu particolarmente sofferta dai monaci buddisti locali: al tempo infatti era la monarchia a dare legittimazione all'organizzazione buddista ed il "culto" dava al pubblico l'opportunità di comprendere la politica nazionale ed ottenere consensi.
Altro modo con cui gli inglesi governarono direttamente fu l'implementazione dell'educazione secolare. Il governo coloniale in India, che ottenne il controllo della nuova colonia, fondò le prime scuole secolari sia in lingua inglese che in lingua birmana, incoraggiando anche missionari cristiani a visitare e fondare ulteriori istituti scolastici.
Il controllo del paese a livello di villaggi avvenne per gli inglesi in maniera molto particolare, attraverso un programma di popolamento forzato della Birmania del sud che spingeva gli inglesi a bruciare alcuni villaggi sparsi. Quando i capi si rifiutavano di spostarsi, venivano rimpiazzati con uomini di fiducia del governo.

## Divisioni della Birmania britannica
La provincia della Birmania, dopo il 1885, venne amministrata come segue:
1. Birmania ministeriale (Birmania propria)
2. Divisione di Tenasserim (Toungoo, Thaton, Amherst, Salween, Tavoy e Mergui)
3. Divisione di Arakan (Akyab, Arakan settentrionale o Arakan collinare, Kyaukpyu e Sandoway)
4. Divisione di Pegu (Rangoon, Hanthawaddy, Pegu, Tharrawaddy e Prome)
5. Divisione di Irrawaddy (Bassein, Henzada, Thayetmyo, Maubin, Myaungmya e Pyapon)
6. Aree di frontiera
7. Stato Shan
8. Chin Hills
9. Kachin

Le "Aree di frontiera", note anche come "Aree escluse" o "Scheduled Areas", erano composte per la maggior parte da stati oggi parte della Birmania. Erano amministrati separatamente dagli inglesi con un servizio apposito di frontiera e poi vennero riuniti alla Birmania per formare la composizione geografica del Myanmar attuale. Le aree di frontiera erano abitate da minoranze etniche come i Chin, gli Shan, i achin ed i Karen.
Dal 1931 la Birmania disponeva di 8 divisioni, divise a loro volta in diversi distretti.
1. Divisione di Arakan (Akyab, Arakan Hill, Kyaukpyu e Sandoway)
2. Divisione di Magway (Chin Hills, Magway, Minbu, Pakokku e Thayetmyo)
3. Divisione di Mandalay (Kyaukse, Mandalay, Meiktila e Myingyan)
4. Divisione di Tenasserim (Toungoo, Thaton, Amherst, Salween, Tavoy e Mergui)
5. Divisione di Pegu (Rangoon City, Hanthawaddy, Pegu, Tharrawaddy e Pyay)
6. Divisione di Irrawaddy (Bassein, Henzada, Maubin, Myaungmya e Pyapon)
7. Divisione di Sagaing (Bhamo, Basso Chindwin, Alto Chindwin, Katha, Myitkyina, Distretto di Sagaing, la valle dell'Hukawng ed il Triangolo delle aree native)
8. Stati federati Shan (nord, est, centro, Myelat, Karenni, Kengtung e Yawnghwe)

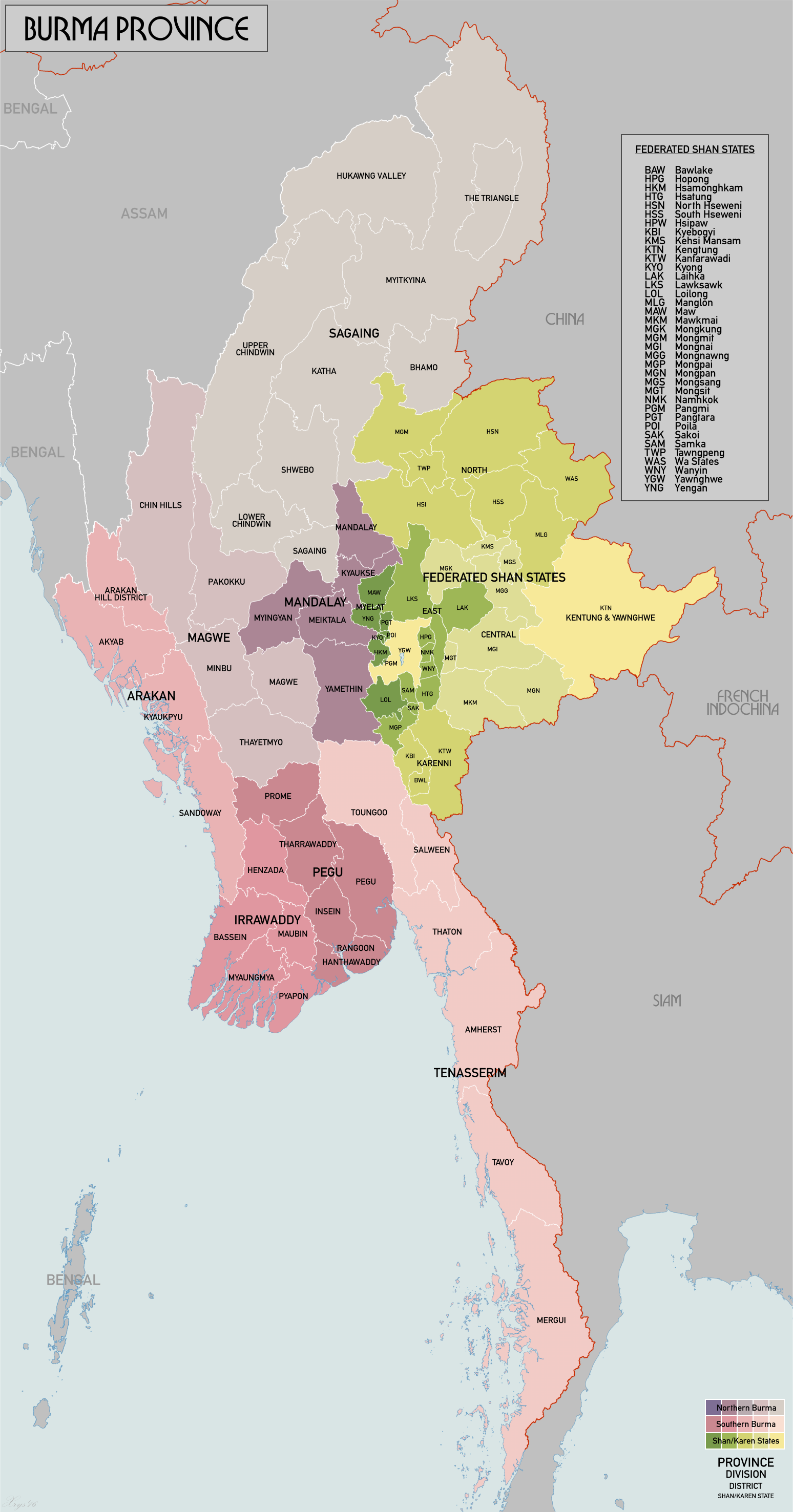
Mappa amministrativa della provincia della Birmania nel 1931

### Economia coloniale
L'economia tradizionale burmese era basata sulla ridistribuzione delle merci con prezzi delle merci più care decisi dallo stato. Il commercio in sé ad ogni modo non era autosufficiente come l'agricoltura, ma la posizione del paese posto sulle principali rotte commerciali tra India e Cina lo poneva in relazione obbligatoria con il commercio estero. Con l'arrivo degli inglesi, l'economia burmese venne collegata al mercato globale e costretta a divenire parte dell'economia di esportazione coloniale.
L'annessione della Birmania portò ad un nuovo periodo di crescita economica. La natura economica della società cambiò anch'essa drammaticamente. Gli inglesi iniziarono a sfruttare da subito il ricco suolo e le terre attorno al delta del fiume Irrawaddy ed a depurare le acque dalle dense foreste di mangrovie locali. Il riso, altamente richiesto in Europa, in particolare dopo la costruzione del Canale di Suez nel 1869, divenne la principale coltura della Birmania. Per incrementare la produzione di riso, molti burmesi migrarono dal nord al delta del fiume, spostando la concentrazione della popolazione e cambiando le basi della ricchezza e del potere locali.
Ad ogni modo, per preparare nuova terra atta alle coltivazioni, i contadini dovettero prendere in prestito il denaro necessario dai presta-soldi indiani chiamati chettiars ad alti interessi dal momento che le banche inglesi non erano intenzionate a garantire ammortamenti.
Nel contempo, centinaia di lavoratori indiani migrarono nella Birmania nella speranza di ottenere del lavoro, a vantaggio dei burmesi che invece in massa si diedero al crimine, guadagnandosi una pessima reputazione.
Assieme alla crescita dell'economia si ebbe anche una certa industrializzazione della Birmania, con l'apporto della ferrovia che venne costruita nelle valli dell'Irrawaddy, e la creazione di centinaia di navi vaporiere lungo il corso del fiume per il trasporto delle merci. Tutti questi metodi innovativi di trasporto rimanevano ad ogni modo di proprietà dei compagnie inglesi. Per quanto si ritenesse che tutto ciò sarebbe servito a far crescere la Birmania, in realtà, le società lavoravano essenzialmente per sé stesse, senza che la popolazione ne traesse rapidi guadagni.
Mentre l'economia burmese cresceva, gran parte del potere e della ricchezza rimaneva nelle mani di pochi inglesi e di alcuni migranti dall'India. Anche l'amministrazione civile era gestita perlopiù da anglo-birmani e indiani, mentre l'etnia pura burmese era esclusa assolutamente dal servizio militare, che impiegava in larga parte indiani, anglo-birmani, karen e altri gruppi minoritari burmesi. Il British General Hospital della Birmania venne aperto ufficialmente a Rangoon, sotto la direzione del chirurgo Patrick O'Sullivan nel 1887.

## Il movimento nazionalista

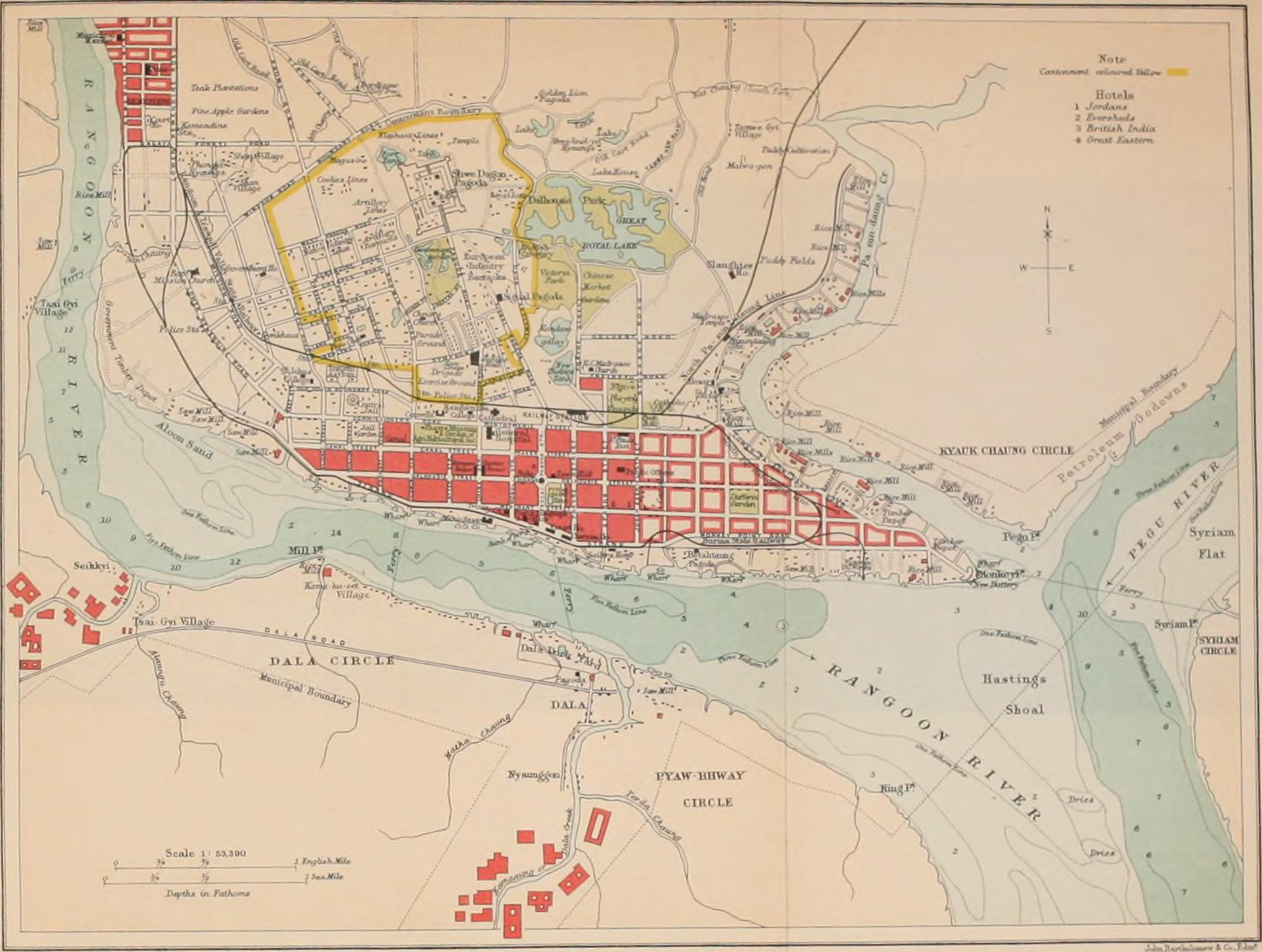
Mappa di Rangoon e sue pertinenze nel 1911

Nel giro di un secolo, iniziò a farsi strada nella politica burmese un movimento nazionalista, la Young Men's Buddhist Association (YMBA), modellata sulla YMCA, dal momento che le associazioni religiose erano permesse dalle autorità coloniali. Il gruppo venne successivamente soppresso dal General Council of Burmese Associations (GCBA) perché legato al Wunthanu athin ovvero ad associazioni nazionaliste. Tra il 1900 ed il 1911 il buddista irlandese U Dhammaloka enunciò pubblicamente di voler contrastare il cristianesimo ed il potere imperialista, venendo processato due volte per sedizione.
Una nuova generazione di capi burmesi sorse all'inizio del XX secolo tra le classi più istruite che avevano avuto la possibilità di studiare legge a Londra, esperienza da cui ricavarono il dato che la situazione burmese potesse essere migliorata con delle riforme apposite. Progressive riforme costituzionali negli anni '20 del Novecento portarono ad una legislatura con poteri limitati, la fondazione di un'università e più autonomia per la Birmania rispetto all'amministrazione dell'India. Vennero inoltre compiuti degli sforzi per aumentare la rappresentanza dei burmesi nell'amministrazione dello stato.
Nel 1920 vi fu il primo sciopero universitario della storia del paese contro il nuovo University Act che gli studenti ritenevano avrebbe favorito unicamente l'élite e perpetuato il governo coloniale. Le "scuole nazionali" iniziarono a sorgere un po' ovunque in protesta al sistema educativo coloniale e gli scioperi aumentarono, venendo commemorati dai locali come "feste nazionali". Alla fine degli anni '20 vi furono altre proteste anti-tasse guidate dal Wunthanu athin. Tra i principali attivisti vi erano i monaci buddisti (hpongyi), come U Ottama e U Seinda ad Arakan i quali guidarono in seguito una ribellione armata contro gli inglesi, e U Wisara, il primo martire del movimento a morire in prigione.
Nel dicembre del 1930, una protesta locale anti-tasse guidata da Saya San a Tharrawaddy crebbe per la prima volta in un'insurrezione dapprima regionale e poi nazionale contro il governo. Perdurando per due anni, la ribellione Galon (così chiamata dal mitico uccello Garuḍa, nemico storico dei Nāga, raffigurato sul blasone imposto dallo stato agli inglesi), richiese l'impiego di centinaia di uomini inglesi per sopprimere le rivolte oltre alla promessa di future riforme politiche. Il processo di Saya San, che venne giustiziato, consentì a personaggi allora sconosciuti, come il Dr. Ba Maw e U Saw, che presero parte alla sua difesa, di farsi conoscere al popolo.
Nel maggio del 1930 si ebbe la fondazione dell'associazione Dobama Asiayone (Associazione Noi Burmesi) i cui membri si chiamavano tra loro Thakin (un nome ironico dal momento che thakin significa letteralmente "maestro" in lingua birmana, anziché sahib come nel linguaggio indiano) autoproclamandosi i "maestri" del loro paese, usurpati dai padroni coloniali. Il secondo sciopero universitario avvenne nel 1936 e venne innescato dall'espulsione di Aung San e Ko Nu, capi dell'Unione studentesca dell'Università di Rangoon (RUSU), per essersi rifiutati di rivelare il nome dell'autore di un articolo scritto sul giornale universitario, il quale esponeva delle rimostranze dirette contro uno dei professori più eminenti dell'ateneo. Lo sciopero si diffuse a Mandalay portando alla formazione della All Burma Students Union (ABSU). Aung San e Nu aderirono successivamente al movimenti dei Thakin.

## Birmania separata dall'India
Gli inglesi separarono la provincia della Birmania dall'India britannica nel 1937 e le garantirono lo status di colonia con una nuova costituzione e la formazione di un'assemblea elettiva, con molti poteri concessi ai burmesi, ma questa prospettiva si ritorse contro il governo inglese, dal momento che i burmesi finirono per pensare che fosse un progetto per escluderli dal programma di riforme indiano. Ba Maw fu primo ministro di Birmania, ma venne costretto a dimettersi dalla vittoria di U Saw nel 1939, il quale fu primo ministro dal 1940 sino al suo arresto il 19 gennaio 1942 ad opera degli inglesi per il sospetto di essere in collaborazione coi giapponesi.
Un'ondata di scioperi e proteste iniziò dalla Birmania centrale nel 1938 e si diffuse rapidamente in tutto il paese. A Rangoon le proteste studentesche, dopo aver fatto dei picchetti presso i segretariati, si rivolsero alle sedi del governo coloniale, proteste a cui gli inglesi reagirono con la forza giungendo ad uccidere uno studente dell'Università di Rangoon di nome Aung Kyaw. A Mandalay, la polizia sparò sulla folla dei protestanti guidati dai monaci buddisti, uccidendo 17 persone. Il movimento divenne noto come Htaung thoun ya byei ayeidawbon (la "rivoluzione del 1300" dall'anno secondo il calendario burmese), ed il 20 dicembre, il giorno della morte del primo martire della rivoluzione, Aung Kyaw, venne commemorato dagli studenti col nome di 'Bo Aung Kyaw Day'.

## La seconda guerra mondiale

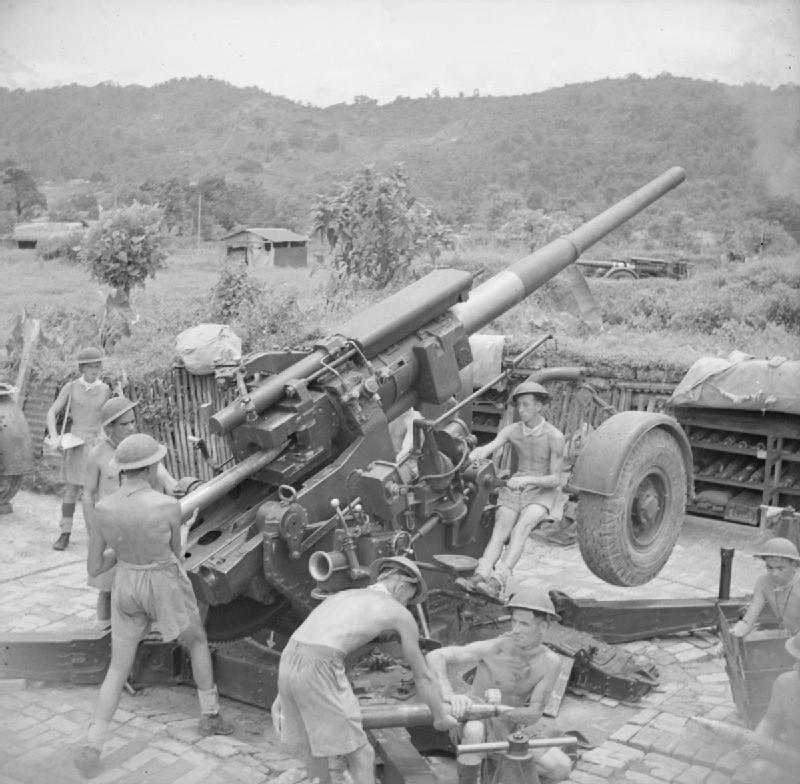
Il British Army nella Birmania nel 1944

L'Impero del Giappone invase la Birmania nel 1942; questa occupazione continuò nel 1943 quando lo Stato di Birmania venne proclamato a Rangoon. Il Giappone non riuscì mai a conquistare l'intera colonia, ad ogni modo, e le attività degli insorti proseguirono. Già dal 1945, le truppe britanniche grazie al British Indian Army avevano riottenuto il controllo su gran parte della Birmania.

## Dalla resa giapponese all'assassinio di Aung San
La resa dei giapponesi portò un'amministrazione militare della Birmania. L'amministrazione britannica decise di processare Aung San e altri membri del BIA per tradimento e collaborazionismo con i giapponesi. Lord Mountbatten realizzò ad ogni modo che il processo sarebbe stato impossibile da svolgere per via della popolarità di Aung San. Dopo la fine della guerra, il governatore britannico, il colonnello Sir Reginald Dorman-Smith, tornò nella Birmania. Il governo ristabilito ed il programma politico focalizzato sulla ricostruzione fisica del paese ritardarono la discussione per l'indipendenza. L'AFPFL si oppose al governo portando altra instabilità politica nel paese. Internamente, inoltre, si creò un attrito tra i comunisti e Aung San ed i socialisti sulla strategia da adottare, il che portò Than Tun a dimettersi da segretario generale nel luglio del 1946 e all'espulsione del partito comunista dall'AFPFL nell'ottobre successivo.
Dorman-Smith venne rimpiazzato dal maggiore generale Sir Hubert Rance come nuovo governatore, e quasi subito dopo la sua nomina, la polizia di Rangoon entrò in sciopero. Lo sciopero, iniziato nel settembre del 1946, si estese ad uno sciopero generale poco dopo. Rance riuscì a calmare la situazione incontrandosi con Aung San e convincendolo ad entrare nel Consiglio Esecutivo del Governatore assieme ad altri membri dell'AFPFL. Il nuovo esecutivo, che ora incrementava di credibilità nel paese, iniziò i negoziati per l'indipendenza burmese, che si conclusero a Londra con successo con la firma dell'accordo del 27 gennaio 1947.
L'accordo lasciò però alcune frange dei comunisti e dei conservatori dell'AFPFL insoddisfatti, lasciando che parte dei comunisti estremisti guidati da Thakin Soe e alcun conservatori finissero all'opposizione. Aung San riuscì inoltre a concludere un accordo con le minoranze etniche per una Birmania unificata alla Conferenza di Panglong del 12 febbraio, celebrato come il Giorno dell'Unione. Poco dopo, scoppiò una nuova ribellione nell'Arakan guidata dal monaco U Seinda, ed essa iniziò a diffondersi negli altri distretti. La popolarità dell'AFPFL, ora dominato da Aung San e dai socialisti, venne comunque confermata da una straordinaria vittoria alle elezioni dell'aprile del 1947.
Il 19 luglio 1947 ad ogni modo la nazione venne colpita da un pesante evento. U Saw, conservatore e primo ministro della Birmania prima della guerra, programmò e mise in atto l'assassinio di Aung San e di altri membri del suo gabinetto, incluso suo fratello maggiore Ba Win, il padre dell'attuale leader del governo in esilio, il Dr. Sein Win, durante un incontro al segretariato. Il 19 luglio è stato commemorato come il giorno dei martiri burmesi. Thakin Nu, il leader socialista, ottenne quindi il compito di formare un nuovo gabinetto di governo, presiedendo l'indipendenza burmese con la firma del Burma Independence Act 1947 il 4 gennaio 1948. La Birmania scelse di divenire una repubblica pienamente indipendente, e non parte dei British Dominions. Questa attitudine era in pieno contrasto rispetto a quanto svolto da India e Pakistan, ma era frutto del profondo sentimento anti-britannico sviluppatosi nel paese.